# Mont Sainte-Marguerite
Pour les articles homonymes, voir Sainte-Marguerite.
Le mont Sainte-Marguerite, aussi appelé mont Radar ou mont du Radar, est une montagne du Canada située dans les monts Notre-Dame, au Québec. Situé au contact des Appalaches et de la plaine du Saint-Laurent, il est l'un des éléments marquants du paysage au sud de Québec et Lévis. Culminant à 698 mètres d'altitude, il est le point le plus élevé de Lotbinière.

## Toponymie
La montagne tient son nom d'une concession de la seigneurie de Beaurivage, la concession Sainte-Marguerite, sur le flanc est de la montagne. La présence de 1953 à 1964 d'une station de radar de la ligne Pinetree au sommet a fait passer le nom « mont Radar » dans le langage populaire.

## Géographie

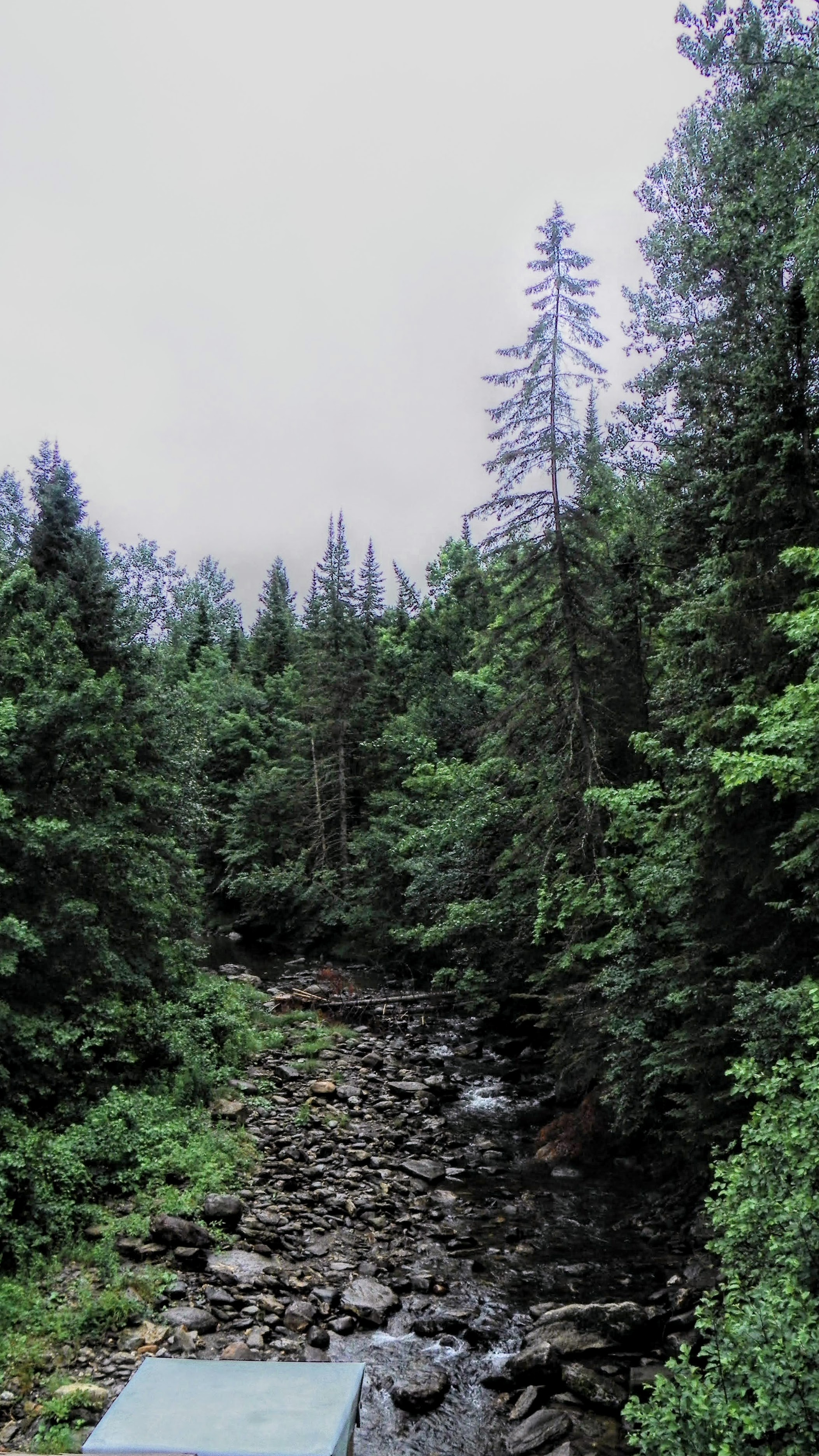
La rivière Beaurivage sur le mont Sainte-Marguerite.

### Situation
Le mont Sainte-Marguerite est situé dans la municipalité de Saint-Sylvestre, au sud-est de la province de Québec, dans l'Est du Canada. Il se trouve à 55 kilomètres au sud-est de Sainte-Croix, chef-lieu de Lotbinière, et à 50 kilomètres au sud de Québec, capitale provinciale. Le sommet s'élève à environ 698 mètres d'altitude dans les monts Notre-Dame.

### Topographie
Situé au contact des basses-terres du Saint-Laurent et des Appalaches, le mont Sainte-Marguerite domine le paysage au sud de Québec et Lévis. Il est au centre d'un massif montagneux aux pentes douces. De ce massif émerge un sommet évasé de forme conique.
La montagne fait partie de l'unité paysagère des basses collines des Appalaches de Lotbinière.
La rivière Filkars et la rivière Beaurivage prennent leur source sur le mont Sainte-Marguerite.

### Climat
| Mois                              | jan.  | fév.  | mars | avril | mai   | juin  | jui.  | août  | sep.  | oct. | nov. | déc.  | année   |
| --------------------------------- | ----- | ----- | ---- | ----- | ----- | ----- | ----- | ----- | ----- | ---- | ---- | ----- | ------- |
| Température minimale moyenne (°C) | −18   | −15,4 | −10  | −1,9  | 4,6   | 13,2  | 10,3  | 12,1  | 7,6   | 1,3  | −4,8 | −12,4 | −1      |
| Température moyenne (°C)          | −12,3 | −10,7 | −5,4 | 2,5   | 9,9   | 17,9  | 17,9  | 16,7  | 12,1  | 5,3  | −1,2 | −8,3  | 3,5     |
| Température maximale moyenne (°C) | −7,7  | −5,9  | −0,6 | 7     | 15,1  | 22,5  | 20,1  | 21,3  | 16,6  | 9,3  | 2,4  | −4,5  | 8       |
| Précipitations (mm)               | 90,3  | 71,1  | 75,4 | 85    | 103,9 | 138,6 | 132,4 | 133,3 | 109,4 | 117  | 95,7 | 92    | 1 244,1 |
| dont pluie (mm)                   | 20,8  | 14,7  | 24,5 | 60,7  | 100,9 | 138,6 | 132,4 | 133,3 | 109,4 | 109  | 58,2 | 25,1  | 928,5   |
| dont neige (cm)                   | 68,7  | 59    | 51,7 | 24,6  | 2,8   | 0     | 0     | 0     | 0     | 7    | 35,3 | 66,2  | 315,3   |

## Histoire
Durant la guerre froide, de 1952 à 1964, une base militaire de communication administrée par la « Royal Canadian Air Force » est installée sur la montagne, ce qui lui vaut le sobriquet de mont Radar. Son existence se place dans le cadre de la NORAD, à l'instar d'une quarantaine de bases semblables sur le même méridien qui constituent un bouclier d’observation et de communication nommé la ligne Pinetree.
44 bases identiques se retrouvaient à l’époque sur le même méridien constituant un bouclier d’observation et de communication au Canada nommé la Pinetree Line. La base du mont Radar avait donc pour objectif la surveillance aérienne de la région ainsi que de l’entrée du fleuve à Québec en raison de la crainte d’une invasion soviétique. Heureusement, il ne se passa rien de tel et durant une décennie, un petit village se développa sur le site pour rendre plus agréable la vie sociale des militaires et de leurs familles.
Entre 1951 et 1964, la population composée des militaires, de leur famille et de personnel civil a oscillé entre 280 et 1 000 personnes[réf. nécessaire], développant les infrastructures habituelles pour une telle communauté et contribuant à la prospérité économique, sociale et culturelle des villages avoisinants.
Parmi ces infrastructures, deux écoles primaires (catholique et protestante), une église, un complexe sportif (piscine intérieure, patinoire, gymnase, allées de quilles), un bureau de poste, un coiffeur, un théâtre, une bibliothèque, une épicerie, le radar et le radôme. Communiquant des informations « Top Secret » à la ligne Pinetree, la base du Mont Radar se devait d’être autonome pour éveiller le moins de soupçons possible[réf. nécessaire].
Ce type de base d'observation au sol fut démantelé au profit des satellites et l'armée canadienne acheva le démantèlement en 1967.

### Réhabilitation
Le sommet est occupé par une station de radar de 1953 à 1964, et la base par les installations militaires inhérentes — la Royal Canadian Air Force Saint Sylvestre. Le site fait l'objet de diverses tentatives de requalification.

## Activités

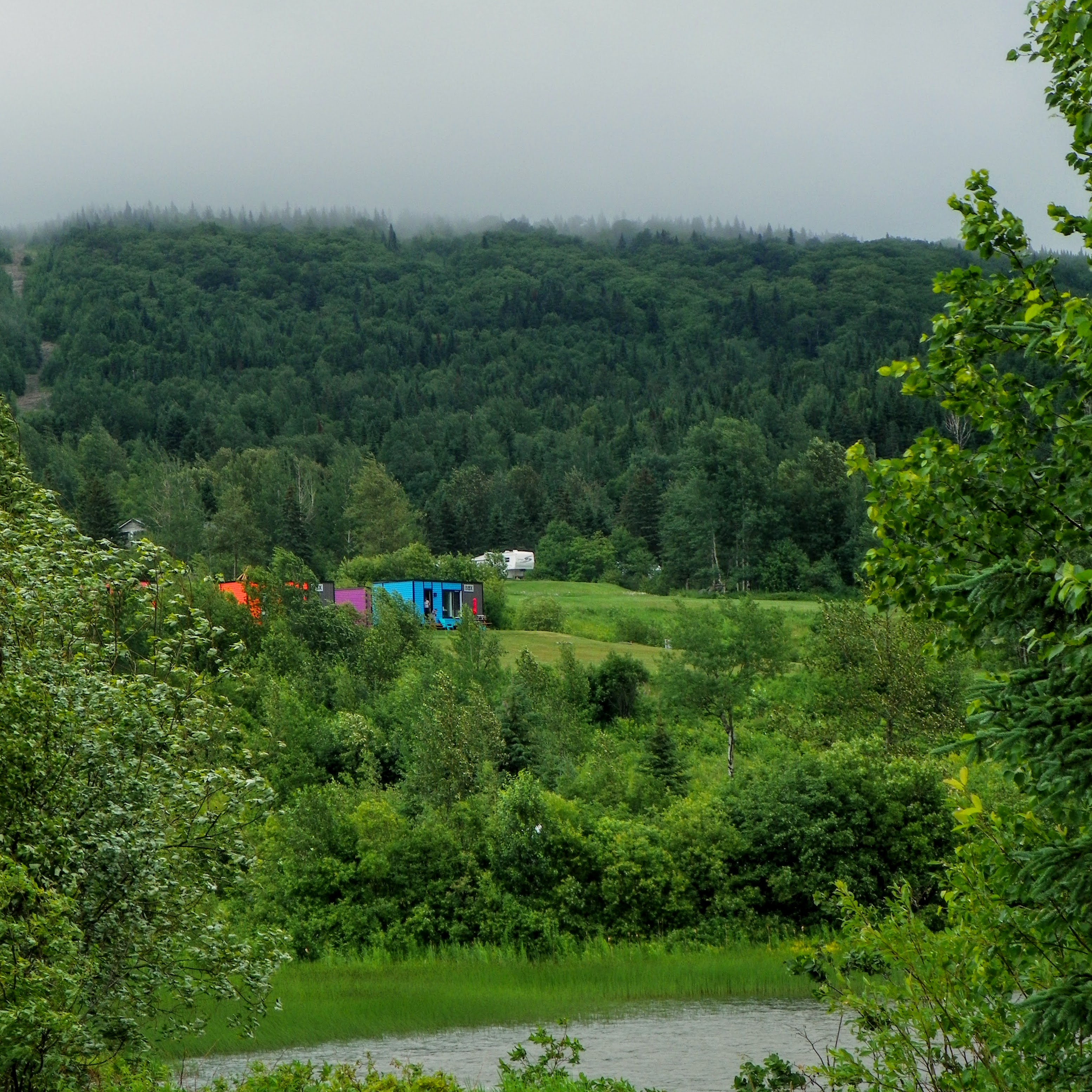
La base de plein-air du domaine du Radar.

Une base de plein air, le domaine du Radar, permet la tenue d'activités récréatives sur la montagne.